# TD1
TD1, Türkisch-Deutsches Fernsehen in Berlin, war ein Berliner Fernsehprogramm. Die 1985 von Atalay Özcakir als Lokalsender gegründete Station war der erste deutsch-türkische Fernsehsender überhaupt und war bis 2007 bundesweit über Satellit zu empfangen.
Veranstalter war die TD1 Türkisch-Deutschsprachige Kabel-TV-GmbH. 2005 wurde Dursun Yigit Geschäftsführer. Für die bundesweite Verbreitung über Satellit war TD1 seit dem 23. März 2005 zugelassen. Der Sender, der auf Deutsch und Türkisch sendete, erreichte bereits als Lokalsender im Berliner Mischkanal und später im Kabelnetz der Stadt durchschnittlich 37 % der türkischstämmigen Einwohner und belegte damit in dieser Bevölkerungsgruppe regelmäßig die vorderen Plätze bezüglich der Zuschauerquote. Das 20-jährige Bestehen des Senders wurde mit einem Festakt im Berliner Rathaus gefeiert. Der Sendebetrieb wurde 2007 eingestellt.